# سهره غربی
سهره غربی (نام علمی: Crithagra frontalis) نام یک گونه از تیره سهره است.